# Янкаускас, Александрас Александрович
Александрас Александрович Янкаускас — советский хозяйственный, государственный и политический деятель. Участник Великой Отечественной войны.
Член КПСС с 1946 года.

## Биография
Родился в 1925 году в деревне д. Жуковщизна, к 1941 году — Литовская ССР, Утянский уезд, Лобонарская волость.
Участник Великой Отечественной войны. Призван в 1941 году. Воинское звание лейтенант. Служил в следующих подразделениях: Воинская часть 254 гвардейский стрелковый полк 56 гвардейской стрелковой дивизии 145 запасной стрелковый полк.
С 1946 года — на хозяйственной, общественной и политической работе. В 1946—1983 гг. — советский работник в Вильнюсе, первый секретарь Ширвинтского уездного комитета КП(б) Литвы, первый секретарь Швенчёнского районного комитета КП(б) Литвы, первый секретарь Ионавского районного комитета КП Литвы, заместитель председателя Комиссии государственного контроля Литовской ССР, председатель правления Литпотребсоюза.
Избирался депутатом Верховного Совета Литовской ССР 6-10-го созывов.
Умер в Вильнюсе в 1983 году.

## Награды
Медаль «За победу над Германией в Великой Отечественной войне 1941—1945 гг.»